# Laval-Atger
Laval-Atger là một xã ở tỉnh Lozère trong vùng Occitanie, phía nam nước Pháp. Khu vực này có độ cao trung bình 828 mét trên mực nước biển.
Sông Chapeauroux tạo phần lớn ranh giới phía tây nam thị trấn, chảy hướng đông bắc qua thị trấn, sau đó tạo thành ranh giới đông bắc.